# 定型化契約
又稱為附合契約，於中國大陸稱格式合同，另有稱附和合同、定式合同、附從合同及標準合同或稱盟約等，指由一方當事人預先擬定契約之內容，並以此與不特定相對人訂定契約，不特定相對人在訂定契約時無法磋商契約之內容，提供定型化契約的一方處於要約人的地位，相對人則由承諾或拒絕要約之意思表示決定是否受契約拘束。
定型化契約有別於傳統上以個別磋商的契約訂定方式，其不變性可使契約多次使用，降低交易成本，於現今大量交易的社會，更顯示了定型化契約的重要性，然而，定型化契約很可能因契約利用人與相對人的理解不同而發生爭議。
定型化契約於不同國家常有不同的命名方式，如中華民國消費者保護法稱「定型化契約」；中華人民共和國稱「格式條款」，也有稱定型化合同、定式合同、附合合同、附从合同、标准合同等；英國稱「標準契約條款」；法國稱「附合契約」；德國法上一般稱「一般交易條款」或「普通契約條款」；於日本則稱為「普通條款」；葡萄牙、澳門則稱為「加入合同」。

## 歷史
於19世紀工業化後，因商品大量生產且商品規格一致而伴隨產生的交易現象，最早出現於保險、運輸、銀行企業，自20世紀初期起則擴及於製造業及服務業。

### 相關法律制定
最初，義大利於1942年制定《義大利民法典》即對定型化契約加以規範，屬民法法典中增設條文之類型，為最早的定型化契約法律相關規定；以色列則參照義大利民法典，於1964年制定以色列標準契約法(Israeli Standard Contractslaw)，屬單行法方式規定，為相關定型化契約的最早特別立法；德國則於1976年頒布《一般契約條款法》，然於2002年德國債法修改時，《德國債法現代化法》生效後，該法則遭廢止，其實體法部分併入《德國民法典》債編第305條至第310條，其程序法部分則納入新制訂之《不作為訴訟法》中；英国則於1977年制定了《不公平合同条款法》；台灣於民法第247條之一施行前，多以民法第72條「公共秩序」、「善良風俗」解決定型化契約之爭議，於1994年《消費者保護法》施行後，關於定型化契約始有明文規定；中國於1999年《合同法》制定前，主要以1994年生效的《消費者權益保護法》作為裁量，未來中國草擬的民法典，預定將合同法第39~41條納入其中。

## 特點
定型化契約與一般契約不同，而具有由當事人一方預先擬定、訂定條款之目的為與不特定多數人訂立相同之契約、相對人無法磋商變更契約內容等特徵，不一定須以書面方式為之。
而企業經營者多基於以下理由而採取定型化契約：經營過程及會計作業的方便、選擇性排除法律規定、免除或減少營業行為所生的責任、保留其他重要契約約定(如所有權保留、法院的管轄、付款或交貨條件及期限等)。
定型化契約於現代大量交易社會具相當優勢，較以往其普及性也更加提升，一般而言，定型化契約具有效率化、合理化及補充性等特點。

### 效率化
大量交易且不重視交易相對人個人因素的契約類型，於事實上並無與各別消費者磋商契約內容的必要，而定型化契約將各種交易條件予以等同化，有效節省時間及費用，對廠商及消費者均屬有利。

### 合理化
對於定型化契約的利用者，尤其擬定條款的一方，能夠預估風險，並以約款預防風險的發生，甚至將風險轉移予他方當事人。

### 補充性
隨著經濟發展，科技進步，各種新興交易形態逐漸興起，基於契約自由原則，各類契約於法律上均屬有效，然當事人間的權利義務，並無法依民法規定而詳細規範，或與典型契約的規定有差異而無典型契約的適用法律效果，所以當事人藉由定型化約款更為精確、完整的規範雙方當事人法律關係，補充法律不及規定者。

## 契約形式
定型化契約條款不限於書面，亦包含以放映字幕、張貼、牌示、網際網路、或其他方法表示之定型化契約條款。 （參見台灣消費者保護法第2條第7款）。

## 條款訂定
由於定型化契約限制了相對人的磋商空間，可能發生資訊、地位不對等之情形，而造成相對人不利之情形，所以一般法律上也提供了相對人的保護措施，以保障無權變更契約內容之相對人，必須對契約自由原則有所限縮。

### 告知相對人
定型契約中的條款於訂約時須明示、公告或其他方式使相對人可得知內容。

### 異常條款禁止
條款內容須合理、可預見，而須禁止異常條款(內容不可預見)。

### 審閱期間
定型化契約攸關相對人權益，可能涉及技術性及專門性問題，訂定審閱期間為確保相對人權益。

## 定型化契約的不公平性
由於定型化約款由契約之一方當事人預先擬定，該當事人為追求己方的最大利益，很少或完全不注意相對人應有之權益，故常有減輕或免除約款擬定者之責任、加重相對人之責任、限制或剝奪相對人權利之行使、不合理地分配契約風險及其他不公平之約定的現象，雖然外觀上符合契約自由原則，但實質上已違背了契約正義的要求。
面對定型化契約的不公平性，一般可由司法審查、立法規定、行政監督、消費者組織及輿論壓力、企業廠商之自律等維護契約正義。

## 定型化契約之解釋
當定型化契約訂定後發生了爭議，法院會以以下原則作為衡量標準，以調整當事人間的權利義務關係：

### 客觀解釋原則
由於定型化契約是用於與不特定多數人訂約，不能依照提供格式條款的一方或相對方在訂立該合同時的特定情形下的理解來解釋，應以一般人可以理解的程度解釋，從保護消費者的角度，則須一般消費者的理解角度解釋。

### 限制解釋原則
由於契約相對人並非經常使用特定的定型化契約，大多從字面上來理解，因此法院在解釋時應限制於文字為核心的範圍，並從消費者的角度解釋。

### 利用人承擔風險原則
由於定型化契約的使用者能於事先避免契約上的問題，故法院在條款解釋上有疑義時，該風險應由契約利用人承擔，作對相對人有利之解釋。

### 個別磋商條款優先於定型化契約條款原則
如在契約中包含當事人個別磋商的條款與定型化約款牴觸時，應優先適用該個別磋商條款。

## 定型化契約無效
定型化契約中的一般條款一旦有「違反強行規定」、「違反誠信原則」、「違反平等互惠原則」、「違反公共秩序善良風俗」、「違反政府公告規定」等情事則會被宣告無效，主要在於維護契約正義，保護契約相對人。

## 應用
於一般生活中經常運用，如銀行、旅遊、家電、保險、購物、航空或旅客運輸、就醫、供電、供水、供熱和郵政電信服務等，隨著電子商務的發展，拆封合同(shrink-wrap contract)及點擊合同(click-warp contract)於現代生活中也相當普遍。

## 相關法律規定

### 中华人民共和国
《中华人民共和国民法典》第四百九十六条规定：
“格式条款是当事人为了重复使用而预先拟定，并在订立合同时未与对方协商的条款。”
“采用格式条款订立合同的，提供格式条款的一方应当遵循公平原则确定当事人之间的权利和义务，并采取合理的方式提示对方注意免除或者减轻其责任等与对方有重大利害关系的条款，按照对方的要求，对该条款予以说明。提供格式条款的一方未履行提示或者说明义务，致使对方没有注意或者理解与其有重大利害关系的条款的，对方可以主张该条款不成为合同的内容。”

### 中華民國（臺灣）
於民法第247-1條、消費者保護法第11~17條(第二節 定型化契約)定有相關規定。

## 外部連結
- Joint Contracts Tribunal for United Kingdom Building Industry（页面存档备份，存于）
- CLAB Data Base[永久] of the European Commission